# Йон Давидов
Йон Давидов (рум. Ion Davidov), або Пітер Гірек (рум. Pieter Gierek) (нар. 15 грудня 1974, Бухарест, Румунія) — колишній румунський порноактор, який знімався у гей-порно фільмах. Він найбільш відомий своєю роботою в продакшн-компанії «BelAmi», у таких фільмах, як «Жваве літо» (англ. Frisky Summer) та «Щасливчик Лукас» (англ. Lucky Lukas).

## Біографія
Давидов виріс у маленькому містечку поблизу Бухареста наприкінці диктатури Чаушеску; у нього було двоє братів і сестер, молодший і старший брат. Через свою нетрадиційну зовнішність — він мав довге волосся і носив сережки в обох вухах — він часто піддавався знущанням в школі і в сім'ї. Він залишив школу після 8-го класу та поїхав до Угорщини у віці п'ятнадцяти років, щоб знайти роботу. Він працював помічником і будівельником у Будапешті. У цей час відбулися і перші сексуальні контакти Давидова, переважно гетеросексуальні. У вільний час відвідував дискотеки та брав активну участь у вечірках Будапешта.
У 1995 році, під час однієї з його нічних прогулянок Будапештом, фотограф запитав його, чи хоче він працювати моделлю для еротичних фотографій і фільмів. Потім Давидов зробив тести і отримав свою першу невелику роль у гей-порнофільмі в 1995 році у «Вампірі з Будапешта» (англ. The Vampire of Budapest), продюсером і режисером якого був Крістен Бьорн. Давидов брав участь у груповій сцені чоловічої оргії, знятій у громадській лазні на острові Маргіт у Будапешті. У той час Давидова найняли лише для «пасивної» сцени орального сексу, в якій він орально задовольнявся іншим чоловіком.
У 1995 році Давидова виявив словацький кінопродюсер і кінорежисер Джордж Дюрой, який дав йому головну роль у своєму порнофільмі «The Gangbangers», знятому для «Falcon International» У цьому фільмі Давидов з'явився під сценічним псевдонімом Пітер Гірек із довгим волоссям, зібраним у хвіст. Він знімався в сценах активного орального сексу, а також був вперше помічений у кількох сценах анального сексу, де, як і в своїх пізніших фільмах, він з'являвся як «актив», тобто ч. в активній ролі.
Остаточний прорив Давидова як гей-порнозірки відбувся з фільмом-трилогією «Жваве літо», який також вийшов на лейблі «BelAmi» у 1995 році. Разом з Лукасом Ріджестоном і Йоханом Пауліком він був однією з «класичних зірок „BelAmi“» і став «іконою гей-кіно» завдяки ролям у фільмах «BelAmi».
У першій частині трилогії «Жваве літо» він був у початковій сцені, тепер із коротким волоссям, у ковбойському капелюсі та широких шортах, а також у сцені утрьох із мастурбацією та анальним сексом (разом із Мілошем Янеком та Крістіаном Йенсеном) і як «актив» у фінальній сцені після катання на роликах з Йоханом Пауліком У фільмі «Жваве літо 2» (1996) він знявся разом з Дано Суліком. У фільмі «Жваве літо 3» (1998) у нього була сцена вчотирьох з Карлом Теннером, Еріком Ковачем і Сергієм Григор'євим.
У 1996 році Давидов знявся, знову ж таки з Пауліком, у фільмі «Нарешті назовні» (англ. Out at Last). У фільмі були сцени, які спочатку були зняті для інших фільмів «BelAmi», але раніше не виходили, включно з оригінальною сценою катання на роликових ковзанах, у якій Давидова все ще можна побачити з довгим волоссям і хвостиком.
У 1996 році він знявся в «Історії Лукаса 3» (англ. Lukas' Story 3), де мав сцени сексу з Томасом Белко та Душаном Анталом і, вперше, разом з Лукасом Ріджстоном. Спочатку невидана сцена сексу втрьох з Давидовим, Ріджстоном і Деніелом Валентом пізніше з'явилася у фільмі «Нарешті назовні: Сувеніри» (англ. Out At Last: Souvenirs) (1997).
У 1997 році він знявся у порнофільмі «Широко відкритий» (англ. Wide Open) для «Falcon International», в якому він займався оральним і анальним сексом під час кемпінгу. Він також знявся в культовому фільмі та бестселері «Bel Ami» 1997 року «Американець у Празі» (англ. An American in Prague). У 1998 році на екрани вийшов порнофільм «Щасливчик Лукас» (англ. Lucky Lucas), в якому Давидов і Ріджстон займалися анальним сексом один з одним. Ця «Flip Flop» сцена була єдиним випадком, коли Давидов взяв на себе пасивну роль у сцені анального сексу.
Останній оригінальний фільм Давидова для «Bel Ami», «Командна гра» (англ. TeamPlay), вийшов у 2000 році. Як член чоловічої команди з плавання, він святкує свій день народження разом з іншими членами команди; кульмінацією святкування дня народження є різноманітні сцени сексу та групова оргія. Пізніше був випущений документальний фільм про продюсерську компанію «Bel Ami», в якому можна було побачити Давидова, а також були випущені різні DVD-бокси з компіляціями попередніх фільмів «Bel Ami».
Після відходу від порнобізнесу Давидов поїхав до Західної Європи, де працював у тату-студії в Іспанії. Володіє власною тату-студією; він одружений і є батьком. У 2016 році Давидов з'явився в реаліті-шоу індустрії татуювань «Ink Master».

## Рольовий імідж і маркетинг
Давидов втілив тип молодого східноєвропейського чоловіка, якого в першу чергу забрала «BelAmi», добре навченого і без волосся на тілі, який був представлений у вуличних сценах на тлі сільської місцевості, наприклад, у лісі, на покинутій фермі, в сараї чи на сіні, в окремих сексуальних сценах. Мета полягала в тому, щоб викликати настрій веселої Аркадії, як у «Щасливчик Лукас». Сцени Давидова часто пов'язували з активним відпочинком (таким як кемпінг, катання на гірських велосипедах і походи).
У Давидова є кілька татуювань, які регулярно можна побачити в його кінофільмах і підвищили його впізнаваність. На початку 1995 року у нього було татуювання з павутиною на правому плечі та скорпіоном над лобком. У 1997 році Давидов додав ще одне кільце до свого татуювання на плечі.
Давидова інтенсивно рекламувала продюсерська компанія «Bel Ami». Кілька разів він був представлений як модель на обкладинці разом із Йоханом Пауліком і Лукасом Ріджестоном, у тому числі у фільмах «Швидке літо 1: найкращі друзі» (англ. Frisky Summer 1: Best Friends) (1995) і «Нарешті назовні 1 — сувеніри» (англ. Out At Last 1 - Souvenirs) (1997); під час своєї активної кар'єри він востаннє був моделлю на обкладинці «Lucky Lukas» у 1998 році. Навіть після того, як його активна кар'єра закінчилася, він був обраний моделлю для обкладинки для випуску раніше невиданих сцен і бонусного матеріалу, такого як компіляція «Out At Last 4 — Bazaar», опублікована в 2004 році.
Разом із випуском фільму в журналах «Homens» (1990-ті), «Freshmen» (1996), «Mandate» (1999, 2000) і «Unzipped» (2000) з'явилися різні фотосерії. В інтерв'ю, опублікованому в грудні 1998 року в кіножурналі «Manshots», який спеціалізується на гей-порнографії, Давидов відкрито говорив про репресії в комуністичній Румунії, свій перший, тоді переважно гетеросексуальний, досвід у Будапешті та про свою співпрацю із зірками «Bel Ami» Йоханом Пауліком та Люком Ріджстоном.
З 1997 по 2000 рік видавництво «Bruno Gmünder Verlag» опублікувало кілька ілюстрованих книг, листівок, календарів і фотокниг, в яких Йон Давидов представлений як модель «Bel Ami» на еротичних фотографіях. Це були softcore записи (соло, дуети та групові сцени), створені спеціально для фоторинку. Фотографії Давидова можна побачити в книгах «Жваві спогади» (англ. Frisky Memories) (1997), «Інтимні друзі» (англ. Intimate Friends) (1999), «Ідеальні пари» (англ. Perfect Couples) (1999) та ін.
Для ілюстрованої книги «Ідеальні пари» (англ. Perfect Couples) він кілька разів фотографувався разом з Лукасом Ріджстоном, а також з Даніелем Валентом, Максом Пелліоном і Дано Суліком. У 1998 році була опублікована ілюстрована книга «Photos of Ion», збірка глянцевих фотографій, на яких Давидов займав центральне місце як еротична модель.

## Вибрана фільмографія
- 1995: «The Vampire of Budapest» (Kristen Bjorn[en] Video, не зазначений)
- 1995: «The Gangbangers» (Falcon International[en], як Пітер Гірек)
- 1995: «Frisky Summer» (BelAmi[en], з Йоханом Пауліком[sk])
- 1996: «Out at Last» (Bel Ami, з Йоханом Пауліком)
- 1996: «Barely Legal» (Priape Video, як Пітер Гірек)
- 1996: «Frisky Summer 2» (Bel Ami)
- 1996: «Lukas' Story 3» (Bel Ami)
- 1997: «Wide Open» (Falcon International)
- 1997: «Американець у Празі[fr]» (Bel Ami)
- 1997: «Zoltan & Les Minets de L'Est» (Clair Productions, як Золтан)
- 1997: «Soldats» (Clair Productions, як Червона бригада, як солдати)
- 1998: «Lucky Lukas» (Bel Ami)
- 1998: «Frisky Summer 3» (Bel Ami)
- 2000: «Teamplay» (Bel Ami)
- 2001: «Atilla the Hun» (Cadro Films, як Йон)
- 2001: «All About Bel Ami» (Bel Ami, документальний)
- 2002: «More Lukas' Stories» (Bel Ami, компіляція)
- 2004: «Out At Last 4: Bazaar» (Bel Ami, компіляція)